# Hulodes
Hulodes is een geslacht van vlinders van de familie spinneruilen (Erebidae), uit de onderfamilie Calpinae.

## Soorten
- H. angulata Prout, 1928
- H. caranea Cramer, 1780
- H. drylla Guenée, 1852
- H. fusifascia Walker, 1869
- H. gravata Prout, 1932
- H. hilaris Prout, 1921
- H. ischnethes Prout, 1932
- H. solomonensis Hampson, 1926